# Подлесное (Ставропольский край)
Подле́сное — село в составе Труновского района (муниципального округа) Ставропольского края России.

## География
Расстояние до краевого центра: 80 км.
Расстояние до районного центра: 35 км.

## История
Населённый пункт основан в середине XIX века (по некоторым данным — в 1873 году) как хутор Воровская Балка. Входил в состав Дмитриевской волости Медвеженского уезда Ставропольской губернии. В октябре 1889 года получил статус села (по другим сведениям — не позднее 1881 года). В 1914 году село Воровская Балка было переименовано в Подлесное. В соответствии со списком населённых мест по данным переписи 1916—1917 годов, селение Подлесное (Воровская Балка) вместе с хутором Эмануиловским значилось в составе Безопасненской волости Ставропольского уезда Ставропольской губернии.
По состоянию на 1925 год село Подлесное (Воровская Балка) являлось центром Подлеснеского сельсовета (и единственным населённым пунктом в его составе) Московского района Ставропольского округа Северо-Кавказского края (с 1937 года — Орджоникидзевский край, с 1943 года — Ставропольский край):282—283. Согласно «Списку населённых мест Северо-Кавказского края» на 1925 год, село состояло из 249 дворов, в которых проживало 1087 человек (521 мужчина и 566 женщин). В Подлесном имелись партийная организация, начальная школа, библиотека (изба-читальня) и маслобойня:282—283.
По данным переписи 1926 года по Северо-Кавказскому краю, в селе числилось 271 хозяйство и 1167 жителей (550 мужчин и 617 женщин), из которых 1134 — русские. В указанном году в состав Подлеснеского (Подлесинского) сельсовета вместе с Подлесным входил хутор Латышевский (38 жителей):268.
4 октября 1932 года из Дмитриевского сельсовета в Подлесненский сельсовет передан хутор Красная Поляна.
18 июня 1954 года Подлесненский и Краснополянский сельсоветы объединены в Подлесненский сельсовет.
12 июля 1955 года хутора Вольный крестьянин, Красная Поляна и Прохладный были переданы из Подлесненского в Тахтинский сельсовет.
До 16 марта 2020 года село образовывало упразднённое сельское поселение село Подлесное.

## Население
| 1908  | 1925  | 1926  | 1989  | 2002  | 2010  | 2012  |
| ----- | ----- | ----- | ----- | ----- | ----- | ----- |
| 1111  | ↘1087 | ↗1167 | ↗1563 | ↗1786 | ↗1842 | ↘1812 |
| 2013  | 2014  | 2015  | 2016  | 2017  | 2018  | 2019  |
| ↘1799 | ↘1797 | ↘1768 | ↘1726 | ↘1684 | ↘1657 | ↘1611 |
| 2020  | 2021  |       |       |       |       |       |
| ↘1572 | ↘1301 |       |       |       |       |       |

Национальный состав
По данным переписи 2002 года, 88 % населения — русские.
По итогам переписи населения 2010 года проживали следующие национальности (национальности менее 1 %, см. в сноске к строке "Другие"):
| Национальность | Численность | Процент |
| -------------- | ----------- | ------- |
| Русские        | 1599        | 86,81   |
| Чеченцы        | 75          | 4,07    |
| Табасараны     | 42          | 2,28    |
| Лезгины        | 32          | 1,74    |
| Даргинцы       | 28          | 1,52    |
| Украинцы       | 20          | 1,09    |
| Другие         | 46          | 2,50    |
| Итого          | 1842        | 100,00  |

## Инфраструктура
- Дом культуры[32]
- Сельская библиотека. Открыта 21 мая 1947 года[33]

## Образование
- Детский сад № 12 «Родничок»[34]
- Средняя общеобразовательная школа № 5[35]

## Русская православная церковь
- Храм св. апостола Иоанна Богослова[36]

## Памятники
- Братская могила 3 советских активистов, погибших в период коллективизации. Kонец 1920-х — начало 1930-х годов. 1957 год[37]
- Могила лейтенанта И. П. Акулова, погибшего при освобождении хутора от фашистских захватчиков. 1943, 1945 годы[38]
- Памятник В. И. Ленину. 1967 год[39]

## Кладбища
В Подлесном расположены 3 открытых кладбища:
- в 500 м на северо-восток от центра села (площадь участка 24 500 м²);
- в 5,5 км на запад от центра села (площадь участка 2000 м²);
- в 4,5 м на юго-восток от центра села (площадь участка 2300 м²)[40].

## Археологические находки
В 2016 году на границе Ипатовского и Труновского районов, между посёлком Залесным и селом Подлесным, археологами были обнаружены 5 древних погребальных курганов.